# Abdul Aziz Al-Salmi
Abdul Aziz Saleh Al-Salmi est un ancien arbitre koweïtien de football des années 1980.

## Carrière
Il a officié dans une compétition majeure : 
- JO 1984 (1 match)